# Стрезимировци
Стрезимировци е разделено между България и Сърбия село, в резултат на влизането в сила на Ньойския мирен договор от 1919 г. Българската му част се намира в община Трън, област Перник, а сръбската – в община Сурдулица, Пчински окръг. Към българската част на селото се числи и махала Бойна.
В селото се намира ГКПП Стрезимировци между България и Сърбия.

## География
Село Стрезимировци се намира в планински район, в западната част на историко-географската област – котловината Знеполе, при навлизането на р. Ерма на българска територия. Селото лежи в подножието на планините Рудина и Въртоп и се състои от разпръснати махали, разположени по двата бряга на Ерма.
Махалите в селото са: Бакалци, Бòини, Бона, Дамянци, Дамяници, Зарини, Клюцини, Оклъина.

## История
Селото е старо българско и е споменато с това име в османотурски регистри още в 1453 г. Според местното предание то носи името на войводата Стрезимир  – един от сподвижниците на Кракра и на цар Самуил от края на X в. и началото на XI в. Преданието свързва имената на двамата братя Стрезимир и Слишай, загинали в сражение с кръстоносците, с местността „Слишовска могила“. Впрочем това предание е устойчиво в този район и е разказвано и в съседните села Реяновци, Джинчовци, Бохова, които според него са създадени от синовете на Стрезимир и съответно носят техните имена.
Землището на селото е обитавано от дълбока древност. Оттук е минавал римският път Вия Дакия и е имало изградена пътна станция. На естествено възвишение в местността „Кулата“ има множество останки от римска, ранновизантийска и старобългарска керамика, зидове, кула и следи от металодобив.
Оброкът Св. Рангел и издигнатият през 2004 г. параклис Св. Архангел Гавриил в махала Бойна се намират на мястото на средновековна църква. До нея са открити надгробни камъни с издълбани кръстове, характерни за XI – XIV в. Населението смята, че останките от старата църква „са от латинско време“ и само допреди един век зидовете ѝ все още личали добре.
Има легенда, че махала Бойна е заселена от преселили се след Чипровското въстание българи.
В османски регистри селото е отбелязано като Стрязимировци 1451 г., Истразумирофджа (Стрезимировци) 1453 г., Стрезимировци 1878 г.
В съкратен регистър на Пиротския кадилък от 1530 година Стрезимировче е отбелязано като село с 5 домакинства и една вдовици. В селото има и един соколар, отглеждащ соколи за султана, на име Дабижив, син на поп Дабижив, зет на Воислав. Други 17 домакинства са войнушки, част от джемаата на Дойчо от село Кострешовче.
След разделянето на селото по силата на Ньойския договор по-голямата част от него била отнета от Сърбия, а църквата им останала в България.

## Население
Според статистическите данни в българската част на Стрезимировци живеят 46, а в сръбската част – 53 души (2002 г.)

### Население на Стрезимировци в Сърбия
- 1948 – 485
- 1953 – 440
- 1961 – 346
- 1971 – 256
- 1981 – 182
- 1991 – 101
- 2002 – 53

### Етнически състав към 2002 г.
Според преброяването от 2002 г. етническият състав на населението е както следва:
- 47 (88,67%) – българи
- 4 (7,54%) – югославяни
- 2 (3,77%) – сърби

## Други
На Стрезимировци е наречена улица в квартал „Факултета“ в София (Карта).